# 243 Ida
243 Ida (phiên âm IPA: /ˈaɪdə/) là một tiểu hành tinh thuộc họ Koronis nằm ở vành đai tiểu hành tinh. Nó được nhà thiên văn học người Áo Johann Palisa phát hiện năm 1884. Tên của nó được đặt theo tên của một thần nữ trong thần thoại Hy Lạp. Thông qua quan sát, các nhà thiên văn xếp Ida vào tiểu hành tinh loại S, loại phổ biến nhất thuộc vành đai phía trong. Vào ngày 28 tháng 8 năm 1993, 243 Ida đã được tàu vũ trụ không người lái Galileo bay ngang qua và thăm dò khi tàu Galileo đang thực hiện nhiệm vụ đến Sao Mộc. Đây là tiểu hành tinh thứ hai mà được một tàu thăm dò bay qua. 243 Ida là tiểu hành tinh đầu tiên được phát hiện có vệ tinh tự nhiên.
Giống như các tiểu hành tinh khác trong vành đai chính, quỹ đạo của Ida nằm giữa Sao Hỏa và Sao Mộc. Chu kỳ quỹ đạo của 243 Ida bằng 4,84 năm và chu kỳ tự quay là 4,63 giờ. 243 Ida có đường kính trung bình khoảng 31,4 km (19,5 dặm). Tiểu hành tinh có hình dạng bất thường và thuôn dài. Bề mặt của nó bị bắn phá rất nhiều, được xem là nhiều nhất trong Hệ Mặt Trời, với nhiều hố va chạm (hố thiên thạch) khác nhau về kích thước và độ tuổi.
Vệ tinh tự nhiên của Ida, Dactyl được Thành viên nghiên cứu Ann Harch phát hiện qua những hình ảnh từ tàu thăm dò không người lái Galileo gửi về Trái Đất khi đi ngang qua 243 Ida. Tên của Dactyl được lấy từ Dactyls, một nhân vật sống ở núi Ida cũng trong thần thoại Hy Lạp. Dactyl có đường kính trung bình chỉ bằng một phần mười hai kích thước của 243 Ida, tức vào khoảng 1,4 kilômét (4.600 ft). Quỹ đạo của nó quanh 243 Ida không thể xác định chính xác. Dactyl và 243 Ida khá giống nhau, cho thấy chúng có thể có một nguồn gốc chung.
Các hình ảnh của tàu Galileo cùng với những đo đạc khác đã cung cấp những hiểu biết mới về các tiểu hành tinh kiểu phổ S. Trước khi tàu Galileo bay ngang và thăm dò Ida, nhiều giả thuyết khác nhau nói về thành phần của những tiểu hành tinh này. Thành phần của những tiểu hành tinh kiểu phổ S có tương đồng với thành phần của các vẫn thạch rơi xuống Trái Đất. Các dữ liệu từ Galileo còn cho thấy các tiểu hành tinh kiểu phổ S là nguồn gốc của những vẫn thạch chondrite thông thường (ordinary chondrite, OC), loại phổ biến nhất trong các mảnh thiên thạch được tìm thấy trên hành tinh chúng ta.

## Khám phá và quan sát

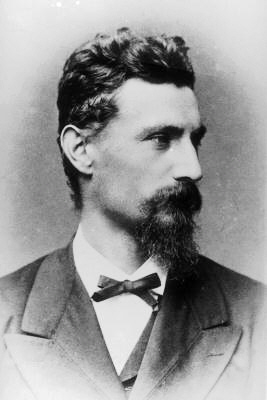
Johann Palisa, người phát hiện 243 Ida

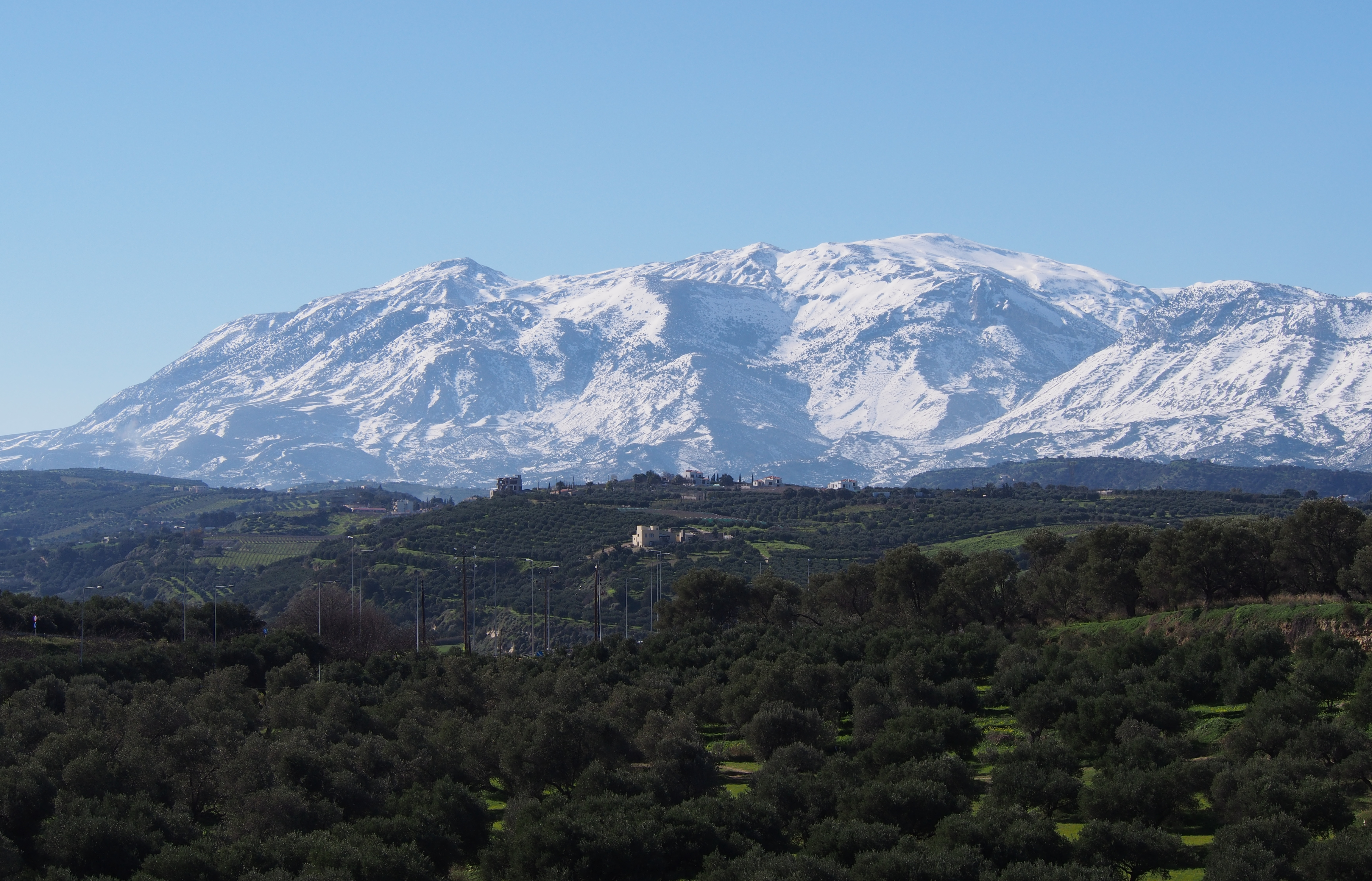
Tuyết phủ đỉnh Koudouni trong dãy Ida trên đảo Crete

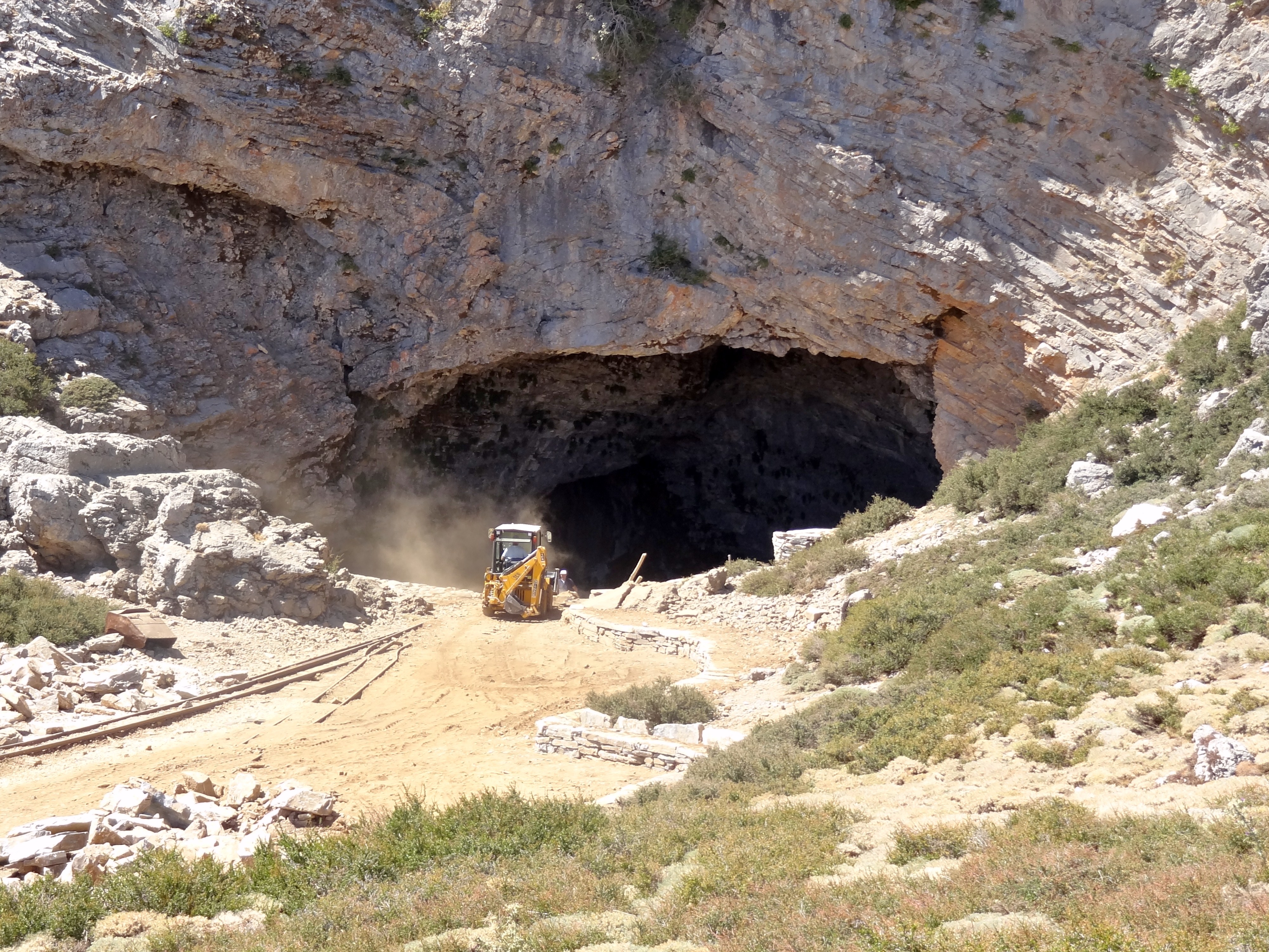
Hang động trên núi Ida, nơi được cho là chỗ thần Rhea đã giấu thần Zeus khỏi sự truy sát của thần Cronus

Ngày 29 tháng 9 năm 1884, nhà thiên văn học người Áo Johann Palisa đã phát hiện ra 243 Ida khi ông thực hiện quan sát tại đài quan sát Viên, Áo. Đây là tiểu hành tinh thứ 45 mà ông tìm được. Tên gọi Ida, do Moriz von Kuffner, một nhà thiên văn nghiệp dư và sản xuất bia ở Viên, đặt tên. Trong thần thoại Hy Lạp, Ida (tiếng Hy Lạp: Ίδη) là một nữ thần lớn lên tại Crete. Năm 1918, Kiyotsugu Hirayama đã xếp Ida vào nhóm Koronis và cho rằng nó có nguồn gốc từ mảnh vỡ của một thiên thể bị phá hủy.
Hai nhà thiên văn David J. Tholen và Edward F. Tedesco đã đo quang phổ của 243 Ida vào ngày 16 tháng 9 năm 1980 trong nhiệm vụ nghiên cứu về các kiểu phổ của tiểu hành tinh (EACs). Kiểu phổ của 243 Ida thuộc loại S. Đài quan sát Hải quân Hoa Kỳ tại Flagstaff cùng đài quan sát Oak Ridge đã nhiều lần quan sát nó từ đầu năm 1993. Độ chính xác về quỹ đạo và vị trí của nó đã được xác định bởi tàu Galileo trong lần bay qua vào năm 1993.

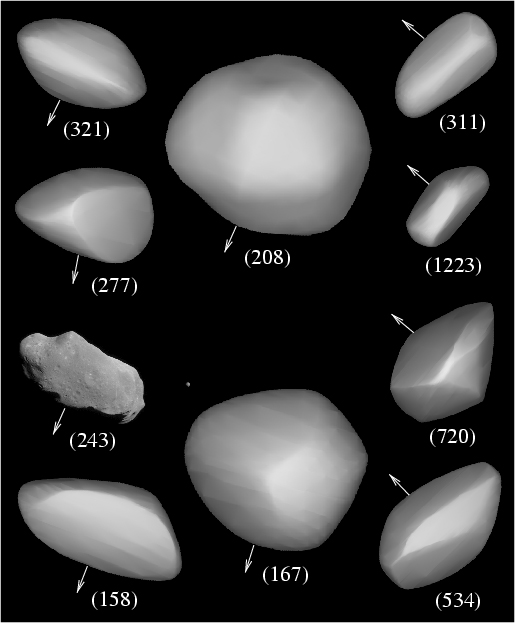
Nhóm Koronis; 243 Ida khá nhỏ bé trong nhóm.

Họ Koronis là một nhóm các tiểu hành tinh trong vành đai tiểu hành tinh nằm giữa Sao Hỏa và Sao Mộc hình thành vào khoảng 2 tỉ năm trước từ vụ va chạm của 2 thiên thể lớn hơn; các thiên thể trong nhòm này di chuyển thành đám trên cùng quỹ đạo. Tên của nhóm được lấy theo tên một Thành viên, 158 Koronis phát hiện năm 1875.

## Thăm dò

Quỹ đạo của 243 Ida (chấm tròn màu trắng) vào ngày 28 tháng 8 năm 1993

### TàuGalileobay ngang
Ida đã được tàu Galileo ghé thăm vào năm 1993 trên hành trình bay tới Sao Mộc. Con tàu đã tiếp cận tiểu hành tinh Gaspra đầu tiên và Ida là một mục tiêu phụ trong nhiệm vụ chính thám hiểm Sao Mộc. Những mục tiêu này được chọn để đáp ứng chính sách mới của những nhà quản lý chuyến bay của NASA để xem xét những lần bay ngang qua tiểu hành tinh cho mọi tàu không gian có hành trình cắt qua vành đai tiểu hành tinh. Trước đó, chưa có một tàu nào từng thực hiện chuyến bay ngang qua như thế. Galileo được phóng ngày 18 tháng 10 năm 1980 bằng tàu con thoi Atlantis trong lần phóng mang số hiệu STS-34. Việc thay đổi quỹ đạo để tiếp cận 243 Ida đòi hỏi Galileo cần 34 kg (75 lb) nhiên liệu đẩy. Các Thành viên trong nhóm lập kế hoạch bay đã chậm trễ trong việc ra quyết định thử một lần bay ngang qua cho đến khi họ chắc chắn con tàu còn đủ nhiên liệu để hoàn thành nhiệm vụ thăm dò Sao Mộc.

Hình ảnh trong quá trình bay ngang qua, bắt đầu từ 5,4 giờ trước thời điểm tiếp cận gần nhất, cho thấy sự tự quay của Ida.

Quỹ đạo hành trình của Galileo đến Sao Mộc đi qua vành đai chính tại hai điểm. Tàu Galileo đã bay ngang qua Ida với vận tốc 12.400 m/s (41.000 ft/s). Thiết bị chụp ảnh trên tàu đã chụp tiểu hành tinh từ khoảng cách 240.350 km (149.350 dặm) đến gần nhất là 2.390 km (1.490 dặm). 243 Ida là tiểu hành tinh thứ hai được một tàu vũ trụ chụp ảnh, sau Gaspra. Galileo đã chụp được hơn 95% bề mặt của 243 Ida.
Quá trình thu nhận tín hiệu từ Galileo bị chậm trễ do ăngten định hướng búp sóng hẹp (ăngten độ lợi cao, high-gain antenna) trên tàu bị hỏng. Năm bức ảnh đầu tiên nhận được vào tháng 9 năm 1993. Những bức ảnh này kết hợp lại thành một ảnh toàn cảnh chụp tiểu hành tinh với độ phân giải 34–38 m/điểm ảnh. Đến tháng 2 năm 1994, các hình ảnh còn lại được gửi về khi tàu Galileo đang nằm gần Trái Đất giúp tàu dễ gửi nhiều dữ liệu và hình ảnh về Trái Đất.

### Các khám phá
Dữ liệu gửi về từ tàu Galileo sau khi bay ngang qua Graspa và 243 Ida, và một tàu thăm dò khác, NEAR Shoemaker, cho phép nghiên cứu đặc điểm địa chất đầu tiên của tiểu hành tinh. Bề mặt tương đối lớn của 243 Ida thể hiện tính đa dạng các đặc điểm địa chất. Việc phát hiện Dactyl, vệ tinh tự nhiên đầu tiên của 243 Ida, cung cấp những hiểu biết mới về thành phần địa chất của nó.
243 Ida được xác định thuộc tiểu hành tinh loại S nhờ các đo đạc quang phổ. Thành phần của các tiểu hành tinh có kiểu phổ S chưa được chắc chắn cho đến khi tàu Galileo thăm dò Ida, nhưng được giải đoán là có hai loại khoáng tìm thấy trong các vẫn thạch đã rơi xuống Trái Đất là vẫn thạch đá và vẫn thạch sắt-đá. Khối lượng riêng ước tính của nó dưới 3,2 g/cm³ dựa trên quỹ đạo ổn định của Dactyl. Đây là giá trị trung bình toàn tiểu hành tinh nếu xét theo quy luật gồm cả sắt và đá, nếu Ida có mật độ khoảng 5g/cm³ gồm các vật liệu giàu sắt và nikel thì khoảng 40% thể tích là trống rỗng.
Các dữ liệu từ tàu Galileo cho thấy trên bề mặt 243 Ida còn xảy ra hiện tượng phong hóa ngoài không gian (space weathering), khiến cho lớp bề mặt 243 Ida đỏ hơn theo thời gian. Hiện tượng này cũng xảy ra trên mặt trăng của nó, Dactyl, mặc dù sự thay đổi ít hơn. Sự phong hóa của bề mặt Ida tiết lộ thêm chi tiết về thành phần của nó: phổ phản xạ từ những phần bề mặt mới lộ giống với các vẫn thạch kiểu OC, nhưng ở những bề mặt có niên đại lớn lại cho phổ khớp với kiểu của tiểu hành tinh loại S.

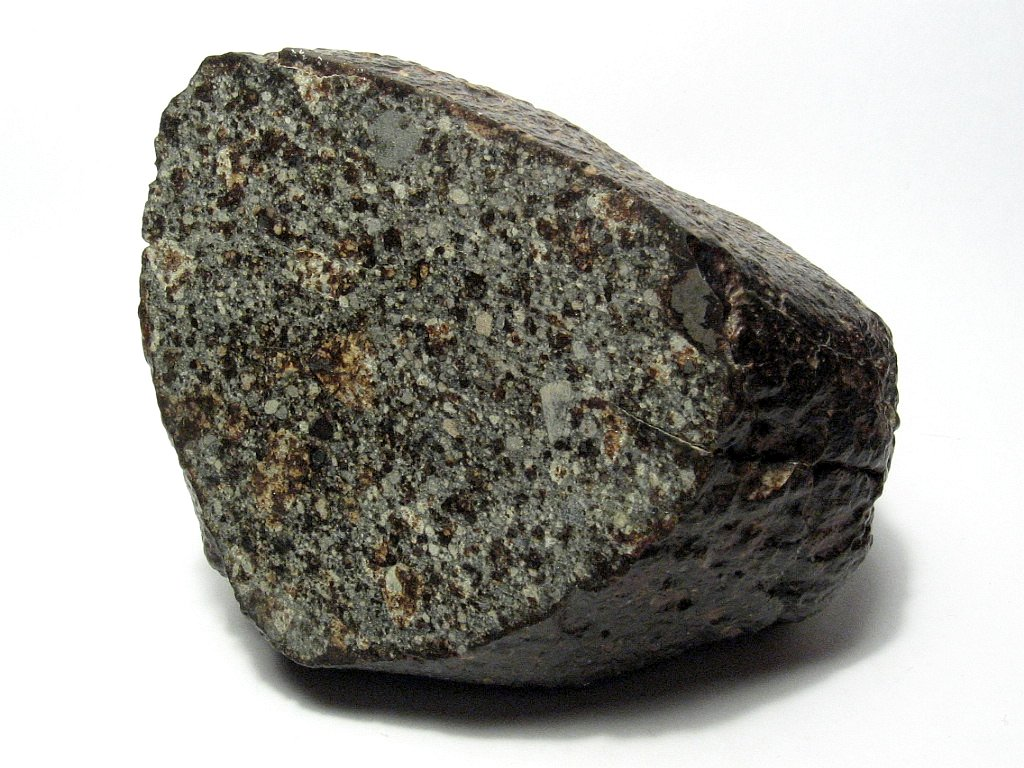
Phần đánh bóng của một vẫn thạch chondrite.

Các phát hiện về hiện tượng phong hóa ngoài không gian đã đem đến những hiểu biết mới về mối quan hệ giữa các tiểu hành tinh có kiểu phổ là S và các thiên thạch loại OC. Đa số tiểu hành tinh trong vành đai chính có kiểu phổ S. Còn loại OC là một thành phần chiếm đa số trong các thiên thạch được tìm thấy trên Trái Đất. Phổ phản xạ của các tiểu hành tinh loại S đo bởi các lần quan sát từ mặt đất, tuy nhiên, lại không khớp với phổ của các vẫn thạch kiểu OC. Chuyến bay ngang qua Ida của tàu Galileo đưa ra kết luận là một số tiểu hành tinh loại S, đặc biệt trong nhóm Koronis, có thể là nguồn gốc cho những vẫn thạch này.

## Đặc điểm vật lý

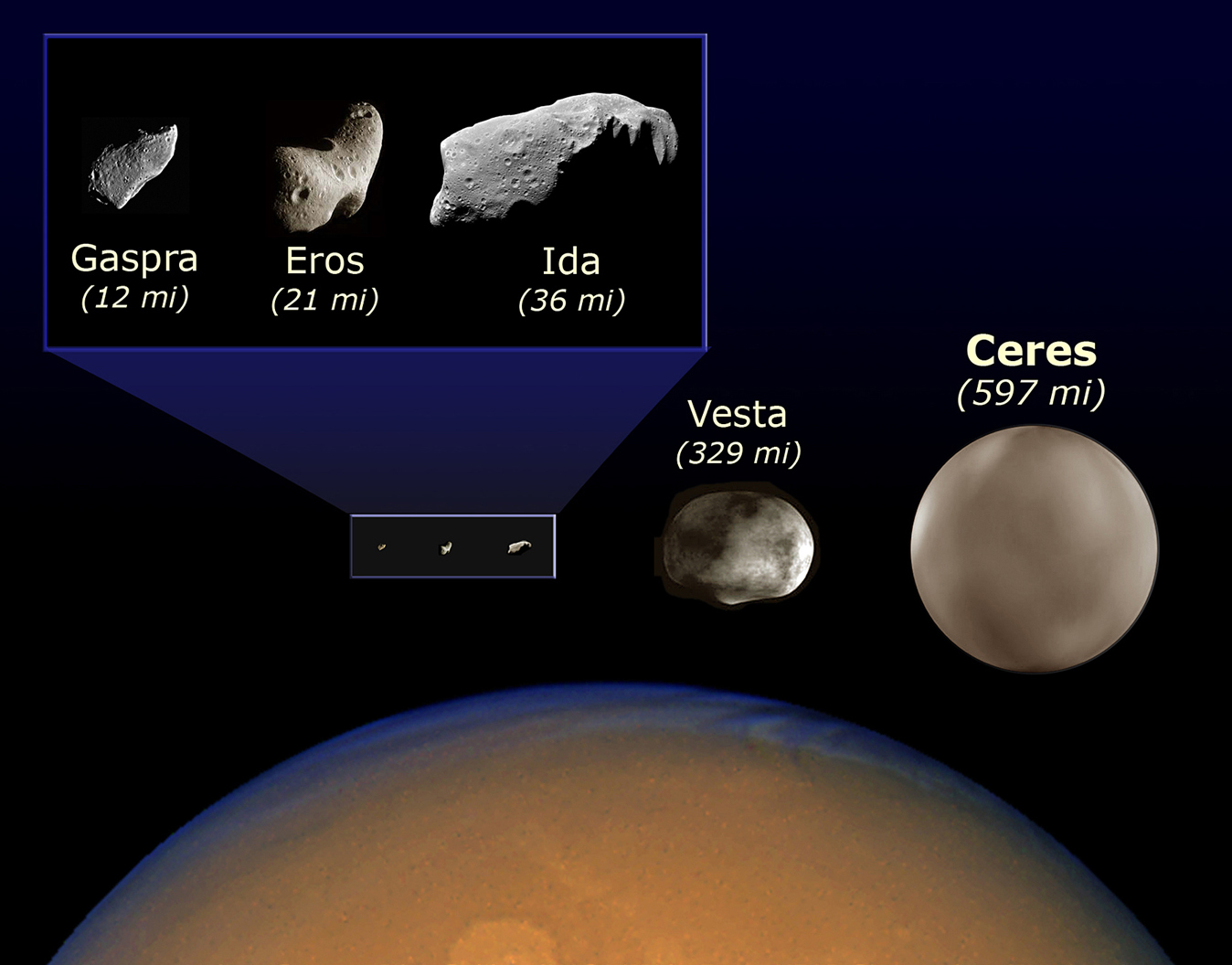
So sách kích thước của 243 Ida với một số tiểu hành tinh, hai hành tinh lùn Ceres và Vesta, và sao Hỏa

Khối lượng của 243 Ida vào khoảng 4,2 ± 0,6 × 1016 kg. Hấp dẫn bề mặt nó chỉ có 0,3 – 1,1 cm/s2. Với hấp dẫn bề mặt nhỏ như vậy, một phi hành gia có thể nhảy từ đầu này tới đầu kia của 243 Ida và một vật thể nếu di chuyển với vận tốc vượt quá 20 m/s (70 ft/s) sẽ thoát khỏi tiểu hành tinh này hoàn toàn.

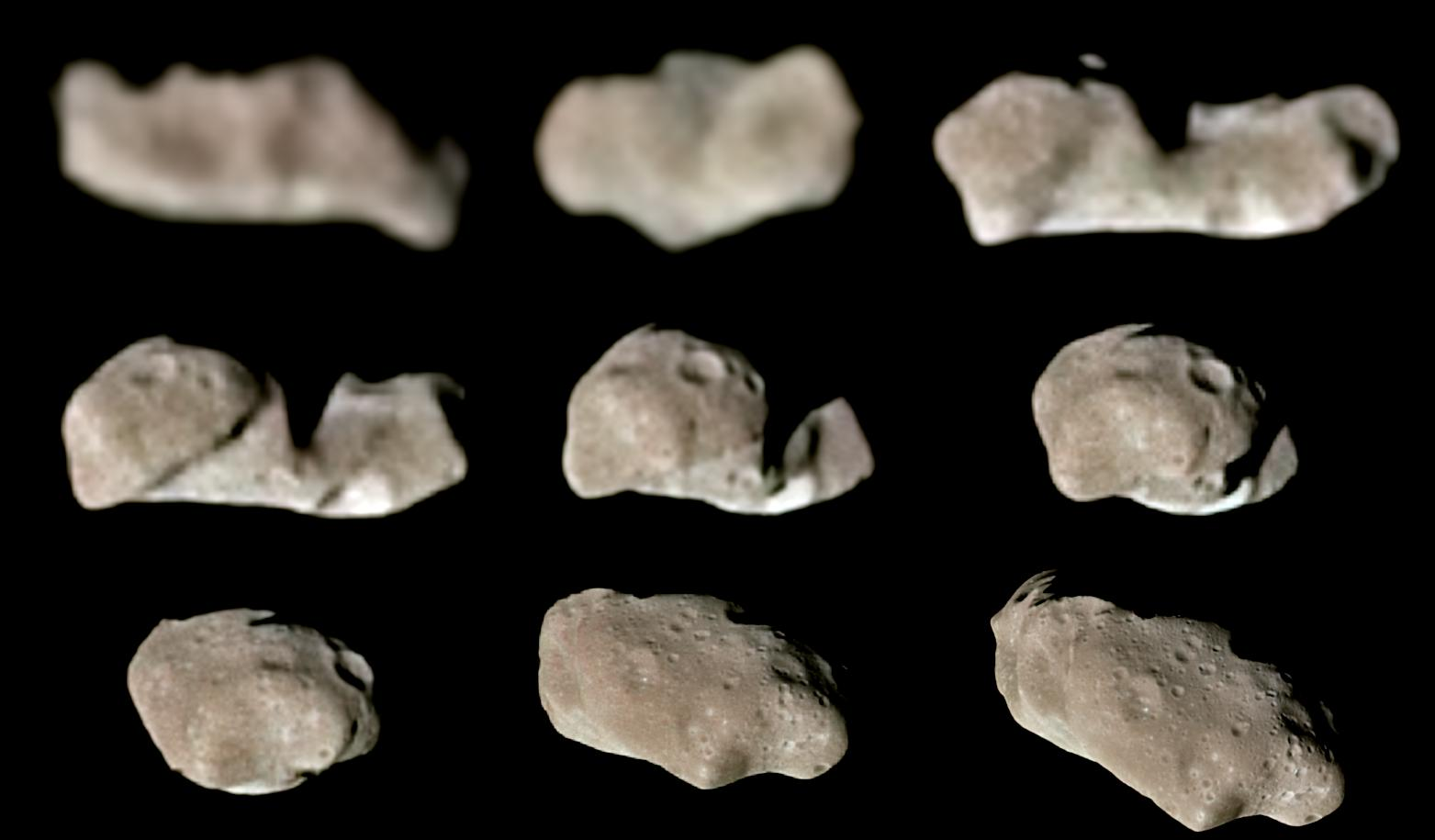
Hình ảnh trực tiếp chu kỳ quay quanh trục của 243 Ida

243 Ida là một tiểu hành tinh có hình dạng thon dài với một bề mặt bất thường. Chiều dài của Ida lớn hơn 2,35 lần so với chiều rộng của nó. Bề mặt của Ida có một cái "eo" tách nó thành hai phần nửa có địa chất khác nhau. Cái "eo" này thực chất là một rãnh lớn có các mảnh vụn lấp đầy ở giữa. Tuy nhiên, các hình ảnh có độ phân giải cao của tàu Galileo không thấy các mảnh vụn nằm ở giữa. Trên Ida có nhiều sườn dốc nghiêng từ 35° – 40°. Hình dạng của 243 Ida tạo ra sự hấp dẫn bề mặt không đồng đều. Ngoài ra, vận tốc bề mặt thấp nhất của nó nằm ở phía hai cực đạo do tốc độ quay quanh trục đạo quá nhanh. Vận tốc bề mặt cũng rất thấp ở vùng "eo" vì khối lượng của nó tập trung chủ yếu ở hai phần nửa.

## Cấu tạo bề mặt

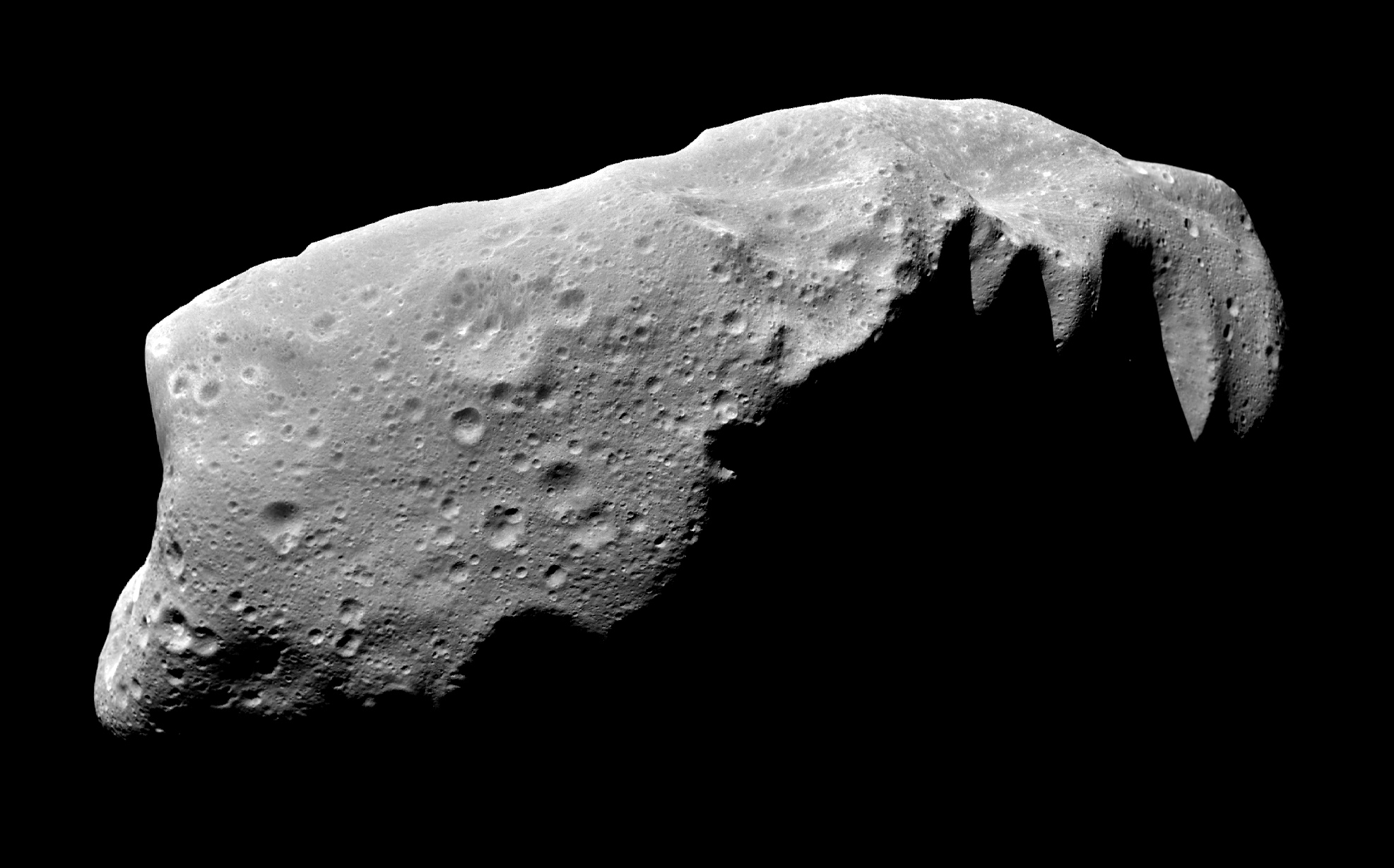
Ảnh chụp photomosaic từ tàu Galileo vào thời điểm 3,5 phút trước khi đến tiếp cận gần nhất

Bề mặt của tiểu hành tinh 243 Ida bị bắn phá nặng nề và hầu hết có màu xám, tuy cũng xuất hiện các màu cận sắc thể hiện những khu vực mới được hình thành hoặc mới phát lộ. Bên cạnh các miệng hố do thiên thạch va chạm, hình ảnh cũng cho thấy rõ các rãnh, rặng núi và các địa hình gồ ghề. Lớp đất mặt của Ida dày, với phần đá vụn kết nối lỏng lẽo che lấp lớp đá rắn bên dưới. Phần đá vụn lớn nhất, có kích thước tương đương đá cuội là các khối nham thạch, một số đã được quan sát thấy trên bề mặt.

### Regolith
Bề mặt 243 Ida được bao phủ bởi một lớp bụi gọi là regolith (các mảnh đá võ ra có nhiều kích thước khác nhau). Lớp này dày khoảng 50–100 m (160–330 ft). Những vật chất này được hình thành bởi những vụ va chạm thiên thạch và lan toả rộng trên toàn bề mặt của Ida bởi các quá trình địa chất. Galileo đã quan sát thấy bằng chứng về những hoạt động địa chất gần đây như trườn xuống sường dốc của lớp đất mặt.
Regolith trên Ida có thành phần là các khoáng vật silicat gồm olivin và pyroxen. Sự xuất hiện của chúng thay đổi theo thời gian do phong hóa trong vũ trụ. Bởi vì phong hóa, lớp regolith cũ có màu đỏ hơn lớp regolith mới.

Hình minh họa của một khối đá bắn ra sau va chạm từ một thiên thạch, có kích thước khoảng 150 km (490 ft) trên 243 Ida từ tàu Galileo

Khoảng 20 khối đá phóng ra bởi va chạm đã được phát hiện nằm chìm trong lớp regolith. Những khối đá này làm thành những mảng lớn nhất trong regolith. Do các khối đá này nhanh chóng bị vỡ tan bởi những sự kiện va chạm, sự có mặt của chúng trên bề mặt phải là do hình thành gần đây hoặc bị cày xới lên bởi một vụ va chạm. Hầu hết các khối đá phóng ra bởi va chạm nằm ở hai hố va chạm Lascaux và Mammoth, nhưng có lẽ chúng đã không hình thành tại đó. Khu vực này tập trung nhiều khối đá tảng do kết quả của sự phân bố hấp dẫn bề mặt không đều trên 243 Ida. Một số khối đá có thể đã hình thành tại hố va chạm trẻ Azzurra ở phía đối diện của tiểu hành tinh.

### Cấu trúc
Có nhiều cấu trúc chính trên bề mặt Ida. Tiểu hành tinh này có thể chia thành hai nửa, tạm gọi là "vùng 1" và "vùng 2", nối với nhau tại phần "eo". "Eo" này khó nhìn thấy do bị các mảnh vỡ phủ đầy, hoặc do va chạm mà sinh ra nổ.
"Vùng 1" của 243 Ida gồm hai cấu trúc chính là dãy núi Townsend Dorsum dài 40 km (25 mi), có đỉnh tạo góc 150 độ xuống bề mặt tiểu hành tinh và một hố lõm rộng có tên Vienna Regio.
"Vùng 2" có nhiều rãnh, hầu hết đều rộng khoảng dưới 100 m (330 ft) và dài tối đa là 4 km (2,5 dặm). Chúng nằm gần nhưng không nối với các hố va chạm Mammoth, Lascaux, và Kartchner. Một số rãnh được hình thành từ những vụ va chạm lớn, như rãnh nằm đối diện với Vienna Regio.

### Hố va chạm
243 Ida được xem là tiểu hành tinh bị bắn phá nhiều nhất chưa được nghiên cứu kỹ trong hệ Mặt Trời. Các vụ bắn phá có ảnh hưởng nhiều lên hình dạng bề mặt của Ida. Giai đoạn bắn phá đã đạt đến điểm bão hoà, có nghĩa là những hố va chạm mới xóa hết những hố va chạm cũ hơn. Bề mặt của 243 Ida có rất nhiều hố thiên thạch với kích thước và độ tuổi khác nhau là tàn tích từ những vụ bắn phá trên tiểu hành tinh này. Một số hố hình thành ở thời kỳ đầu của 243 Ida. Hố lớn nhất là hố Lascaux có đường kính lên đến 12 km (7,5 mi). Vùng "2" của 243 Ida có rất nhiều hố va chạm có đường kính trên 6 km (3,7 mi) nhưng ở vùng "1" thì rất ít. Một số hố nằm sắp thành hàng với nhau.

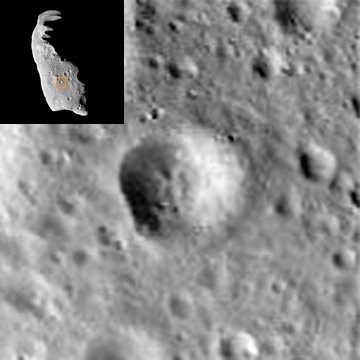
Hố va chạm Fingal có đường kính 1,5 km.

Một số hố va chạm trên 243 Ida và các tiểu hành tinh khác thường được đặt tên theo các hang động và núi lửa trên Trái Đất. Ví dụ như hố Azzurra được đặt tên theo một hang động cùng tên tại đảo Capri, Ý, còn được gọi là Blue Grotto. Azzurra dường như là hố mới nhất trên Ida. Mảnh vụn và bụi bắn ra từ va chạm này phân bố không đều trên bề mặt Ida và là nguyên nhân cho sự thay đổi lớn về màu sắc và suất phản chiếu trên toàn bộ bề mặt của nó. Một ngoại lệ khác là hố Fingal không đối xứng, có đường phân chia rõ ràng giữa sườn hố và mặt đất. Một hố va chạm khá nổi bật khác là Afon, được sử dụng để đánh dấu kinh tuyến gốc trên 243 Ida.
Các hố va chạm có cấu trúc khá đơn giản: hình cái bát có đáy không bằng phẳng và không có đỉnh nằm ở trung tâm. Chúng phân bố đều trên Ida, ngoại trừ phạm vi phía bắc hố Choutoutien trở lên bằng phẳng và ít bị bắn phá hơn. Các hạt và bụi bắn ra bị lắng không đều vì các lý do khác nhau như do Ida quay quá nhanh, trọng lực thấp hay hình dạng bất thường. Việc Ida quay nhanh còn làm cho các khối này văng ra ngoài không gian.

## Thành phần

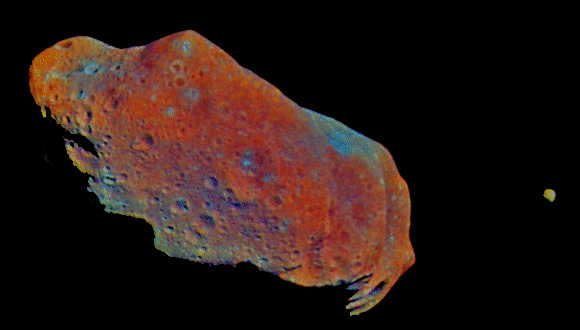
Hình ảnh quang phổ của 243 Ida thể hiện thành phần của nó. Những chỗ có màu xanh là mới hình thành gần đây

Kiểu phổ của 243 Ida thuộc loại S tương tự như phổ thu được từ những tiểu hành thuộc loại này. Các tiểu hành tinh hay thiên thạch có kiểu phổ S thường chứa đá sắt hoặc thành phần giống vẩn thạch OC. Thành phần của 243 Ida chưa được phân tích trực tiếp, nhưng dựa trên sự thay đổi màu sắc của bề mặt có thể tính ra được mật độ OC trên tiểu hành tinh này vào khoảng 2,27 – 3,10 g/cm³. OC chứa olivin, pyroxen, sắt và fenspat, Olivin và pyroxen đã được tìm thấy ở 243 Ida bởi tàu Galileo. Các chất khoáng dường như phân bố đồng nhất trong Ida. Tàu Galileo chỉ thấy những biến đổi nhỏ trên bề mặt, và suy luận từ tốc độ tự quay của tiểu hành tinh cũng cho kết quả mật độ bên trong nó khớp với tính toán ở trên. Giả sử mật độ của thành phần OC trên đây có giá trị dao động 3,48 – 3,64 g/cm³ thì 243 Ida sẽ có độ rỗng 11 – 42%.
Bên trong Ida có thể chứa một lớp đá bị nứt gãy do các vụ bắn phá, gọi là megaregolith. Ida có lớp megaregolith dài hàng trăm mét cho tới vài km. Có một số đoạn hình thành dưới những hố va chạm lớn như Mammoth, Lascaux, và Undara.

## Quỹ đạo và sự quay

Quỹ đạo và vị trí của 243 Ida (chấm trắng, vòng màu cam) với năm hành tinh: sao Mộc (vòng ngoài cùng, bên phải), sao Hỏa (vòng thứ tư từ Mặt Trời, bên phải), Trái Đất (vòng thứ ba từ Mặt Trời, bên trái), sao Kim (vòng thứ hai từ Mặt Trời, bên trái), sao Thủy (vòng thứ nhất từ Mặt Trời, đối diện sao Mộc) vào ngày 9 tháng 3 năm 2009. Mặt Trời là chấm vàng ở trung tâm.

243 Ida là một tiểu hành tinh thuộc họ Koronis nằm trong vành đai tiểu hành tinh chính. Khoảng cách trung bình giữa 243 Ida và Mặt Trời là 2,862 AU (428,1 Gm). Quỹ đạo của nó nằm giữa sao Hỏa và sao Mộc. 243 Ida mất 4,84089 năm để hoàn thành quỹ đạo quanh Mặt Trời.
243 Ida có chu kỳ tự quay quanh trục chỉ mất 4,63 giờ, khiến nó là tiểu hành tinh có chu kỳ quay quanh trục nhanh nhất từng được khám phá. Mô men quán tính lớn nhất tính được cho một vật thể đặc phân bố đồng nhất có hình dáng giống với Ida trùng với trục quay của tiểu hành tinh này. Điều này cho thấy tỷ trọng phân bố bên trong Ida không có sự thay đổi lớn. Tuế sai của trục 243 Ida với thời gian 77 ngàn năm, do lực hấp dẫn của Mặt Trời tác dụng lên hình dạng thuôn dài của nó.

## Hình thành
243 Ida có nguồn gốc từ sự tách vỡ của một tiểu hành tinh cổ thuộc họ Koronis có đường kính khoảng 120 km (75 dặm). Các tiểu hành tinh cổ có sự khác biệt với các tiểu hành tinh ngày nay ở điểm chúng có thành phần kim loại nặng trong lõi. 243 Ida còn chứa rất ít các thành phần kim loại nặng này. Theo phân tích dựa trên các hố va chạm cho thấy bề mặt của 243 Ida đã 1 tỷ năm tuổi. Tuy nhiên, điều này không phù hợp với ước tính tuổi Dactyl là 100 triệu năm khi tuổi của 243 Ida quá chênh lệch so với vệ tinh tự nhiên của nó. Có lẽ Dactyl được hình thành do một vụ va chạm trên Ida và bị văng ra ngoài không gian do kích thước nhỏ của nó hoặc là một mảnh vỡ của một tiểu hành tinh cổ bị Ida bắt được. Ngoài ra, sự chênh lệch tuổi còn có thể được xác định là sự tăng tỉ lệ các hố va chạm trong các mảnh vỡ của tiểu hành tinh cổ, nhất là trong họ Koronis.

## Vệ tinh tự nhiên

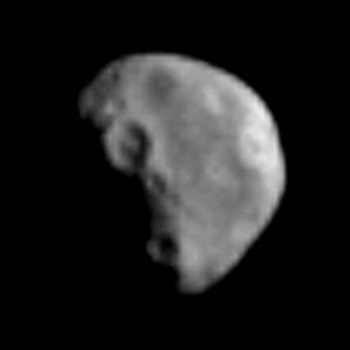
Hình ảnh có độ phân giải cao nhất của Dactyl từ tàu Galileo khi tàu này đang cách nó 3.900 km

243 Ida có một vệ tinh tự nhiên là Dactyl, có tên chỉ định chính thức (243) Ida I Dactyl (/ˈdæktl/ DAK-til). Nó được phát hiện bởi tàu vũ trụ Galileo khi bay ngang qua 243 Ida vào tháng 8 năm 1993. Vào thời điểm đó, Dactyl cách Ida khoảng 90 km (56 dặm) và đang di chuyển theo chuyển động nghịch hành. Dactyl bị bắn phá nhiều và có nhiều điểm giống 243 Ida. Nguồn gốc của nó chưa rõ ràng, nhưng bằng chứng từ tàu Galileo cho thấy đây có thể là một mảnh vỡ của một tiểu hành tinh cổ trong họ Koronis, sau đó thì bị Ida bắt được.

### Khám phá
Dactyl được tìm thấy ngày 17 tháng 2 năm 1994 khi Ann Harch đang kiểm tra các hình ảnh do tàu Galileo gửi về. Tàu Galileo đã chụp 47 tấm ảnh về Dactyl trong 5,5 giờ vào tháng 8 năm 1993. Tàu Galileo cách 243 Ida 10.760 km (6.690 dặm) và cách Dactyl 10.870 km (6.750 dặm) trước khi bức ảnh đầu tiên được chụp, 14 phút trước lúc tiếp cận gần nhất.
Dactyl ban đầu được đặt tên là 1993 (243) 1. Tên chỉ định lẫn tên thường gọi của nó được đặt bởi Hiệp hội Thiên văn Quốc tế năm 1994. Tên nó đặt từ một nhân vật trong thần thoại Hy Lạp sống ở núi Ida trên đảo Crete.

### Đặc điểm vật lý
Dactyl có "dạng quả trứng", nhưng khá gần hình cầu với kích thước 1,6 x 1,4 x 1,2 km. Trục dài nhất của Dactyl chỉ về phía 243 Ida. Giống như Ida, bề mặt Dactyl có có hơn chục hố va chạm và đa số có đường kính lớn hơn 80 m (260 ft), chứng tỏ nó phải chịu nhiều vụ bắn phá trong Lịch sử. Có ít nhất 6 hố va chạm sắp thành hàng thẳng nhau, gợi ra khả năng chúng có thể hình thành từ những mảnh vụn văng ra từ Ida. Các hố trên Dactyl có đỉnh nằm ở trung tâm, khác với trên Ida. Điều này còn cho thấy nó có thể có lực hấp dẫn, mặc dù có kích thước nhỏ. Giống như Ida, nhiệt độ bề mặt của Dactyl vào khoảng 200 K (-73 °C; -39,2 °F).
Các đặc điểm của Dactyl và 243 Ida rất giống nhau, ví dụ như suất phản chiếu và kiểu phổ của chúng khớp nhau. Sự khác biệt nhỏ là hiện tượng phong hóa ít xảy ra trên Dactyl. Ngoài ra, lớp regolith trên Dactyl mỏng hơn trên Ida.
Hai hố va chạm lớn nhất trên Dactyl là Acmon và Celmis. Trong hình trên, Acmon là hố lớn ở trên còn Celmis đã bị bóng tối che khuất. Acmon có đường kính khoảng 300 m, còn Celmis là 200 m.

### Quỹ đạo

Sơ đồ các quỹ đạo khả dĩ của Dactyl quanh 243 Ida.

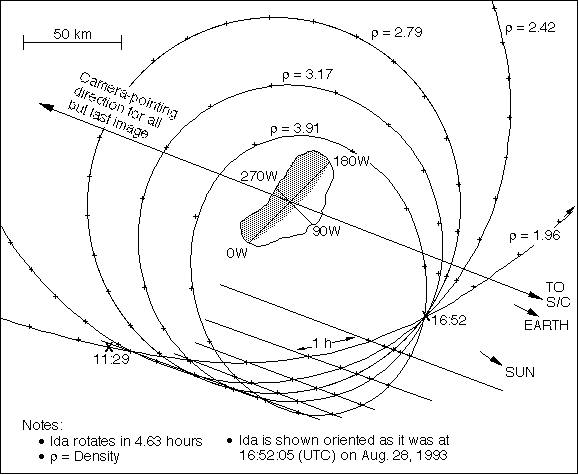
Một sơ đồ khác về các quỹ đạo khả dĩ của Dactyl quanh 243 Ida.

Quỹ đạo Dactyl vẫn chưa được xác định chính xác. Ở thời điểm chụp các bức ảnh, tàu Galileo đang ở trong mặt phẳng quỹ đạo của Dactyl, khiến cho việc xác định chính xác quỹ đạo của vệ tinh này trở lên khó hơn. Dactyl có quỹ đạo theo chuyển động nghịch hành và nghiêng khoảng 8° với xích đạo của 243 Ida. Dựa trên mô phỏng máy tính, củng điểm quỹ đạo của Dactyl với Ida phải cách nhau hơn 65 km (40 dặm) thì quỹ đạo của nó mới ổn định. Phạm vi các quỹ đạo vẽ ra bởi mô phỏng được thu hẹp xuống nhờ sự cần thiết phải có các quỹ đạo đi qua điểm mà tàu Galileo thực hiện quan sát Dactyl vào lúc 16:52:05 UT ngày 28 tháng 8 năm 1993, cách Ida 90 km tại kinh độ 85°. Trong khi đó, vào ngày 26 tháng 4, 1994, kính thiên văn không gian Hubble đã quan sát Ida suốt tám giờ đồng hồ mà không tìm thấy được Dactyl. Hubble đã có thể thấy Dactyl nếu Dactyl nằm cách Ida hơn 700 km (430 dặm).
Nếu Dactyl có quỹ đạo hình tròn ở bán kính đã được chụp ảnh, thì chu kỳ quỹ đạo của nó chỉ khoảng 20 giờ và vận tốc quỹ đạo là 10 m/s (33 ft/s).

### Tuổi và nguồn gốc
Dactyl có thể hình thành cùng thời điểm với 243 Ida, từ sự phân rã của một tiểu hành tinh cổ trong nhóm Kronis. Tuy nhiên, qua dữ liệu phân tích, người ta thấy tuổi của Dactyl và Ida quá chênh lệch, nên điều này là không đúng. Cũng có thể nó là mảnh vụn còn lại từ một vụ va chạm mạnh trên Ida. Vì thế thực sự nó không thể là một mảnh vỡ bị Ida bắt giữ. Dactyl có khả năng đã chịu một cú va chạm mạnh vào hơn 100 triệu năm trước khiến nó bị thu nhỏ kích thước như hiện nay.